# Dominik Szoboszlai
Dominik Szoboszlai (født 25. oktober 2000) er en ungarsk professionel fodboldspiller, som spiller for Premier League-klubben Liverpool og Ungarns landshold.

## Klubkarriere

### Liefering og Red Bull Salzburg
Szoboszlai gjorde sin professionelle debut med Red Bull feederkluben FC Liefering i 2017. Szoboszlai imponerede hos Liefering, og skiftede kort efter til Red Bull Salzburg.
Szoboszlai forsatte sit gode spil i sin tid hos Salzburg, og blev valgt til årets spiller i den østrigske Bundesliga for 2019-20 sæsonen. Han var i sin tid hos Salzburg med til at vinde fire østrigske mesterskaber og tre østrigske pokaltuneringer.

### Leipzig
Szoboszlai fortsatte i Red Bull-system, da han i januar 2021 skiftede til RB Leipzig. Hans pris på 22 millioner euro gjorde ham til den dyreste ungarske spiller nogensinde.

### Liverpool
Szoboszlai skiftede i juli 2023 til Liverpool efter at klubben betalte hans frikøbsklausul. Han slog hermed sin egen rekord som den dyreste ungarske spiller nogensinde.

## Landsholdskarriere

### Ungdomslandshold
Szoboszlai har repræsenteret Ungarn på flere ungdomsniveauer.

### Seniorlandhold
Szoboszlai debuterede for Ungarns seniorlandshold den 21. marts 2019.

## Titler
Red Bull Salzburg
- Østrigske Bundesliga: 4 (2017-18, 2018-19, 2019-20, 2020-21)
- ÖFB-Cup: 3 (2018-19, 2019-20, 2020-21)

RB Leipzig
- DFB-Pokal: 2 (2021-22, 2022-23)

Individuelle
- Østrigske 2. Liga Årets hold: 1 (2017-18)

- Årets Spiller i Østrigske Bundesliga: 1 (2019-20)
- Årets Sportsnavn i Ungarn: 1 (2020)